# Мурамовская
 Мурамовская  — опустевшая деревня в Подосиновском районе Кировской области. Входит в состав Демьяновского городского поселения. 

## География
Расположена на левобережье реки Юг на расстоянии менее 4 км на северо-запад по прямой от центра поселения поселка Демьяново.

## История
Известна с 1748 года как деревня Мурановская с населением 7 душ мужского пола, в 1859 (Мурашовская или Высокая) дворов 12 и жителей 77, в 1926 (Муратовская или Высокая) 24 и 116, в 1950 17 и 50, в 1989 году 4 жителя. 

## Население
Постоянное население составляло 5 человек (русские 60%) в 2002 году, 0 в 2010.